# Беят, Магдалена
Магдале́на Агне́шка Бе́ят (пол. Magdalena Agnieszka Biejat; род. 11 января 1982, Варшава) — польский переводчик испаноязычной литературы, политический и общественный деятель. Вице-маршал Сената XI созыва с 2023 года. В прошлом — депутат Сейма Республики Польша IX созыва (2019—2023) и сопредседатель партии «Левые вместе» вместе с Адрианом Зандбергом (2022—2024), затем покинула партию. Кандидат на президентских выборах 2025 года.

## Биография
Окончила варшавский XXXIV общеобразовательный лицей с двуязычными классами им. Мигеля де Сервантеса, позже изучала социологию в Гранадском университете и Мадридском университете Комплутенсе. Также окончила Школу общественных наук при Польской академии наук. Профессионально занималась переводом испаноязычной литературы. Связана с такими неправительственными организациями как Хельсинкский фонд прав человека, Фонд им. Стефана Батория, Фонд Лаборатория общественных исследований и инноваций «Верфь». В последней из них стала руководителем по делам исследований и консультирования. В качестве волонтёра работала с бездомными.
В 2015 году вступила в партию «Вместе» (в 2019 переименованную в «Левые вместе»); заседала в совете варшавского округа. На местных выборах 2018 года баллотировалась в совет дзельницы Прага-Пулноц по списку Избирательного комитета Яна Спевака — Выиграет Варшава, набрав 147 голосов. На выборах в Европейский парламент 2019 года баллотировалась в составе коалиции «Левые Вместе» по 4-му округу, получив 616 голосов, недостаточных для получения мандата. На парламентских выборах 2019 года набрала 19 501 голос и была избрана депутатом Сейма от варшавского округа по списку Союза демократических левых сил. Вошла в состав Комиссии Сейма по общественной политике и делам семьи и стала вице-председателем фракции «Левых».
По результатам парламентских выборов 2023 года избрана в Сенат Республики Польша от 45-го одномандатного округа (Варшава) с результатом в 204 934 голосов (72,40 %). Избрана вице-маршалом Сената XI созыва.

## Участие в выборах
| Выборы | Избирательный комитет | Избирательный комитет          | Орган                             | Результат         |
| ------ | --------------------- | ------------------------------ | --------------------------------- | ----------------- |
| 2018   |                       | Выиграет Варшава               | Районный совет Праги-Пулноц       | 147 (1,49 %)      |
| 2019   |                       | Левые вместе                   | Европейский парламент IX созыва   | 616 (0,04 %)      |
| 2019   |                       | Союз демократических левых сил | Сейм Республики Польша IX созыва  | 19 501 (1,41 %)   |
| 2023   |                       | Левые                          | Сенат Республики Польша XI созыва | 204 934 (72,40 %) |
| 2024   | Президент Варшавы     | Левые                          | 99 442 (12,86 %)                  |                   |

## Личная жизнь
Живёт в варшавском районе Прага. Замужем, мать двоих детей. Вегетарианка.